# Miguel Fleta

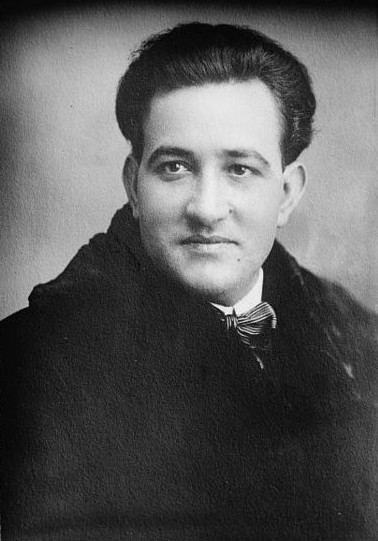
Miguel Fleta

Miguel Burro Fleta (1 de dezembro de 1897 — 28 de maio de 1938) foi um grande tenor espanhol de grande projeção mundial. Ficou famoso por ter estreado a Turandot de Puccini no lugar do falecido Caruso. Cantou no Metropolitan Opera e Scala de Milão.